# Rzeszotków
Rzeszotków (prononciation : [ʐɛˈʂɔtkuf]) est un village polonais de la gmina de Paprotnia dans le powiat de Siedlce de la voïvodie de Mazovie dans le centre-est de la Pologne.
Il se situe à environ 16 kilomètres au nord-est de Siedlce (siège de le powiat) et à 95 kilomètres à l'est de Varsovie (capitale de la Pologne).
Le village compte approximativement une population de 197 habitants en 2010.

## Histoire
De 1975 à 1998, le village appartenait administrativement à la voïvodie de Siedlce.

Depuis 1999, il appartient administrativement à la voïvodie de Mazovie